# Валевський Степан Семенович
Степан Семенович Валевський (нар. 20 липня 1932, Бодаки- пом. 15 грудня 2022, Івано-Франківськ) — український архітектор. Лауреат Державної премії України в галузі архітектури (1999).

## Життєпис
За офіційними документами Степан Валевський народився 20 липня 1932 року в селі Бодаках Горлицького повіту. Насправді він народився 20 лютого, але російськомовний чиновник, коли згодом заповнював метрику, неправильно зрозумів назву місяця. Перші чотири роки навчався в місцевій школі. Наприкінці 1944-го — на початку 1945 року родину Степана депортували на Полтавщину, до села Ковалівки. Там ходив у четвертий клас. Потім переїхали на західну Україну до Монастириськи, де була невелика громада лемків. Школу закінчив зі срібною медаллю. Вступив на інженерно-будівельний факультет Львівського політехнічного інституту, спеціальність архітектура. Навчання закінчив 1959 року.
По закінченні інституту Степан Валевський пішов працювати в «Облпроект», який 1963 року став філією київського «Діпроміста». Обіймав посади: архітектора, старшого архітектора, головного інженера проєктів.

## Споруди
Степан Валевський був автором та співавтором таких об'єктів:
- турбаза «Гуцульщина», місто Яремча
  - 1963 — спальний корпус
  - 1967 — їдальня на 600 місць
  - 1967 — клуб на 350 місць
- 1969 — універмаг у місті Коломия
- 1985 — акушерський корпус обласної лікарні
- 1988 — музей природи
- 1974—1983 культурно-побутовий комплекс в смт Делятин
- 1994 — каплиця святої Покрови в смт Делятин (не реалізовано[6])